# Lake Louise
Lake Louise är en by i Banffs nationalpark i provinsen Alberta i Kanada. 2001 hade orten 1 041 invånare. Byn är mest känd för Lake Louise Ski Resort.